# جومي كوليت سيرا
جاومي كوليت سيرا (بالإنجليزية: Jaume Collet Serra)‏ هوَ مُنتج وَمخرج أفلام إسباني، وُلدَ في 23 مارس 1974 في برشلونة، وبدأ حياته المهنية بإخراج عدة أغانى مصورة وبعض الإعلانات التجارية، قبل أن ينتقل لإخراج أول تجربة سينمائية والتي تمثلت في فيلم "House of Wax" عام 2005.
قام بإخراج 7 أفلام، وَقام بإنتاج 4 أفلام أُخرى.

## روابط خارجية
- جومي كوليت سيرا على موقع IMDb (الإنجليزية)
- جومي كوليت سيرا على موقع روتن توميتوز (الإنجليزية)
- جومي كوليت سيرا على موقع ألو سيني (الفرنسية)
- جومي كوليت سيرا على موقع تيرنر كلاسيك موفيز (الإنجليزية)
- جومي كوليت سيرا على موقع أول موفي (الإنجليزية)
- جومي كوليت سيرا على موقع بوكس أوفيس موجو (الإنجليزية)
- جومي كوليت سيرا على موقع قاعدة بيانات الأفلام السويدية (السويدية)
- جومي كوليت سيرا على موقع قاعدة بيانات الفيلم (الإنجليزية)
- جومي كوليت سيرا على موقع كينوبويسك (الروسية)